# Euphorbia schickendantzii
Euphorbia schickendantzii là một loài thực vật có hoa trong họ Đại kích. Loài này được Hieron. mô tả khoa học đầu tiên năm 1881.